# Sulfonylureum

Tolazamide, geneesmiddel

Azimsulfuron, herbicide

Een sulfonylureum is een organische verbinding die een sulfonylgroep gekoppeld aan een ureumgroep bevat: -SO2-NH-CO-NH-. Sulfonylureumverbindingen zijn structureel verwant aan sulfonamiden.
Veel sulfonylureumverbindingen zijn biologisch actief en worden gebruikt als geneesmiddel of herbicide.

## Geneesmiddelen
Sulfonylureumverbindingen worden gebruikt voor de behandeling van diabetes mellitus type 2. Ze verhogen de productie van insuline door bètacellen van de alvleesklier. Chemisch gezien hebben ze alle een centrale S-fenylsulfonylureumgroep, met gesubstitueerde groepen in de para-positie op de fenylgroep en aan het uiteinde van de ureumgroep, bijvoorbeeld:
Sulfonylureum-antidiabetica hebben de ATC-code A10BB:
A10BB01 Glibenclamide
A10BB02 Chloorpropamide
A10BB03 Tolbutamide
A10BB04 Glibornuride
A10BB05 Tolazamide
A10BB06 Carbutamide
A10BB07 Glipizide
A10BB08 Gliquidon
A10BB09 Gliclazide
A10BB10 Metahexamide
A10BB11 Glisoxepide
A10BB12 Glimepiride
A10BB31 Acetohexamide
Daar sulfonylureum de productie van insuline door de alvleesklier bevordert, kan het in bepaalde situaties een hypo (te laag bloedsuikerniveau) veroorzaken. Daarom wordt tegenwoordig meestal de voorkeur gegeven aan metformine als antidiabeticum.

## Herbiciden
Sulfonylureumverbindingen die actief zijn als herbicide werden rond 1975 ontwikkeld door DuPont. Het zijn selectieve herbiciden, die de celdeling van de doelplanten verstoren. Voor dieren zijn ze in het algemeen weinig toxisch. Er zijn tientallen van deze herbiciden bekend, waaronder azimsulfuron, bensulfuron, chloorsulfuron, nicosulfuron, oxasulfuron, halosulfuron en halosulfuron-methyl, metsulfuron, prosulfuron, rimsulfuron, triasulfuron, triflusulfuron en tribenuron.